# Бессмертнова, Наталия Игоревна
Ната́лия И́горевна Бессме́ртнова (19 июля 1941, Москва, РСФСР, СССР — 19 февраля 2008, Москва, Россия) — советская балерина, педагог—репетитор; народная артистка СССР (1976), лауреат Ленинской премии (1986), Государственной премии СССР (1977) и премии Ленинского комсомола (1972).

## Биография
Родилась в Москве 19 июля 1941 года в семье врача Игоря Борисовича Бессмертнова и Антонины Яковлевны Бессмертновой (в девичестве — Пешковой) (1920—2012). В детстве жила в коммунальной квартире на улице Чернышевского, 45 (сейчас Покровка), в бывшем доме купца Шилова.
С 1952 по 1961 годы обучалась в Московском хореографическом училище, где её педагогами были М. А. Кожухова, Л. К. Черкасова и С. Н. Головкина.
В 1961 году была принята в труппу Большого театра, где танцевала до 1988 года. Её сольный дебют состоялся в 1961 году: Седьмой вальс и Мазурка в «Шопениане» Фокина. В 1988 году вышла на творческую пенсию, но продолжала периодически выступать по контракту до 1993 года. Прима-балерина Большого театра, она станцевала все ведущие партии классического и современного репертуара. Была первой исполнительницей многих партий в балетах своего мужа, главного балетмейстера Большого театра Ю. Н. Григоровича.
Работая в Большом театре, выступала как приглашенная балерина в спектаклях балета Финской национальной оперы в Хельсинки (Жизель, 1966), Белградского национального театра (Одетта-Одиллия, Жизель, 1970—1971), театра «Ла Скала» в Милане (Одетта-Одиллия, Жизель, 1970, 1977), балета Римской оперы (Жизель, Одетта-Одиллия, 1970, 1980), Варшавского национального театра (Жизель, 1971), Норвежской королевской оперы в Осло (Одетта-Одиллия, 1972), балета Софийской народной оперы (Жизель, 1972), балета Венской государственной оперы (Маша, «Щелкунчик», 1973), Парижской национальной оперы (Анастасия, «Иван Грозный», (1976), Жизель (1977), Джульетта, 1978), Королевского Шведского балета в Стокгольме (Одетта-Одиллия, 1979), а также в балетных труппах Висбадена, Базеля, Турина, Тулона, Ниццы, Любляны, Нови-Сада, Загреба, Токио. Участвовала в гала-концерте в театре «Метрополитен-опера» в Нью-Йорке, посвященном 85-летию импресарио С. Юрока (1973).
В 1988—1995 и 2001—2003 годы — педагог-репетитор (по контракту) Большого театра, покинула театр по собственному желанию 20 марта 1995 года (Приказ № 127 от 21 марта 1995 года) — в день назначения художественным руководителем Большого театра В. В. Васильева.
C 1995 до 2007 года была ассистентом балетмейстера в спектаклях, которые Ю. Н. Григорович ставил в театре «Кремлёвский балет» («Ромео и Джульетта» С. Прокофьева (1999), «Иван Грозный» на музыку С. Прокофьева (2001), в Большом театре («Лебединое озеро» П. Чайковского (2001), «Легенда о любви» А. Меликова (2002), «Раймонда» А. Глазунова (2003), «Золотой век» Д. Шостаковича (2006).
Как педагог-репетитор также работала вместе с Ю. Н. Григоровичем над постановками: «Раймонда» А. К. Глазунова (Национальная опера Белоруссии, Минск, (1997), Пражский национальный театр, 2001), «Щелкунчик» П. И. Чайковского (Молдавская национальная опера, (1998), Пражский национальный театр, (1998), Стамбульский театр оперы и балета, 2001), «Спящая красавица» П. И. Чайковского (Варшавский национальный театр, совместно с Театром Карло Феличе, Генуя, 1996—1997), «Легенда о любви» А. Меликова (Стамбульский театр оперы и балета, 2000), «Спартак» А. Хачатуряна (Национальный балет Кореи, Сеул, 2001), «Иван Грозный» на музыку С. С. Прокофьева (Парижская опера, 2003).
Неоднократно была членом жюри Международных конкурсов артистов балета (Москва (Россия), Варна (Болгария, неоднократно), Лозанна (Швейцария) — «Приз Лозанны» (1995), Всеяпонского конкурса артистов балета в Нагое (2001—2004, в 2001, 2004 — председатель).
Депутат Верховного Совета СССР 10 созыва (1979—1984).

### Болезнь и смерть
Скончалась в ночь с 18 на 19 февраля 2008 года в Москве на 67-м году жизни. Похоронена на Новодевичьем кладбище (участок № 10). Причина смерти — онкологическое заболевание, отказ почек. 

### Семья
Муж (с 1968) — Юрий Григорович (1927—2025), артист балета, балетмейстер, хореограф, педагог, главный балетмейстер Большого театра. Герой Социалистического Труда (1986), народный артист СССР (1973).

## Награды и звания
Почётные звания:
- Заслуженная артистка РСФСР (1970)
- Народная артистка РСФСР (7 декабря 1973 года) — за большие заслуги в области советского искусства[10]
- Народная артистка СССР (25 мая 1976 года) — за большие заслуги в развитии советского музыкального и хореографического искусства и в связи с 200-летием Государственного академического Большого театра СССР[11]

Государственные премии:
- Премия Ленинского комсомола (1972) — за высокое исполнительное мастерство, большой вклад в развитие советского хореографического искусства
- Государственная премия СССР (1977) — за исполнение партии Валентины в балетном спектакле «Ангара» А. Я. Эшпая
- Ленинская премия (1986) — за исполнение балетных партий последних лет

Ордена:
- Орден Трудового Красного Знамени (1971)
- Орден Дружбы народов (1981)

Другие награды:
- Первая премия Международного конкурса артистов балета в Варне (1965)
- Премия им. Анны Павловой (Парижская академия танца, 1970)
- Премия «Давид» (Таормина, Италия, 1977).

## Репертуар (основные партии)
- 1961 — «Шопениана» на музыку Ф. Шопена — 7-й вальс и Мазурка
- 1961 — «Страницы жизни» А. М. Баланчивадзе — Дочь Андрея
- 1963 — «Золушка» С. С. Прокофьева — Осень
- 1963 — «Класс-концерт» на сборную музыку в постановке А. М. Мессерера — Солистка
- 1963 — «Жизель» А. Адана — Жизель
- 1963 — «Спящая красавица» П. И. Чайковского — Принцесса Флорина, Фея Нежности
- 1964 — «Паганини» С. Рахманинова — Муза
- 1964 — «Бахчисарайский фонтан» Б. В. Асафьева — Мария
- 1964 — «Лейли и Меджнун» С. А. Баласаняна — Лейли
- 1965 — «Лебединое озеро» П. И. Чайковского — Одетта-Одиллия
- 1965 — «Легенда о любви» А. Меликова — Ширин
- 1967 — «Мелодия» на музыку А. Дворжака («Хореографические композиции Касьяна Голейзовского»)
- 1967 — «Видение Розы» на музыку К. М. Вебера — Девушка
- 1968 — «Спартак» А. Хачатуряна — Фригия
- 1968 — «Щелкунчик» П. И. Чайковского — Маша
- 1970 — «Дон Кихот» Л. Минкуса — Китри
- 1973 — «Спящая красавица» П. И. Чайковского — Аврора
- 1975 — «Иван Грозный» на музыку С. С. Прокофьева — Анастасия
- 1976 — «Ангара» А. Я. Эшпая — Валентина
- 1979 — «Ромео и Джульетта» С. С. Прокофьева — Джульетта
- 1981 — «Баядерка» Л. Минкуса — Никия
- 1982 — «Золотой век» Д. Д. Шостаковича — Рита
- 1984 — «Раймонда» А. К. Глазунова — Раймонда

## Фильмография
- 1964 — «Секрет успеха» (фильм-спектакль) — «Вальс» М. Равеля
- 1968 — «Ромео и Джульетта» (фильм-спектакль) — Джульетта
- 1971 — «Хореографическая симфония»
- 1973 — «Хореографические новеллы»
- 1974 — «Вторник, четверг, суббота Натальи Бессмертновой» (документальный)
- 1975 — «Жизель» — Жизель
- 1975 — «Ромео и Джульетта» — Джульетта
- 1975 — «Спартак» (фильм-спектакль) — Фригия
- 1976 — «Грозный век» (фильм-спектакль) — Анастасия
- 1977 — «Шопениана» — 7-й вальс и Мазурка
- 1978 — «Балетные зарисовки»
- 1978 — ««Жизнь в танце»»
- 1980 — «Большой балет» (фильм-спектакль)
- 1983 — «Лебединое озеро» — Одетта-Одиллия
- 1987 — «Балет от первого лица» (документальный)
- 1989 — «Спартак» — Фригия
- 1989 — «Легенда о любви» — Ширин
- 1989 — «Раймонда» — Раймонда
- 1989 — «Жизель» — Жизель
- 1989 — «Ромео и Джульетта» — Джульетта
- 1989 — «Иван Грозный» — Анастасия
- 1989 — «Лебединое озеро» — Одетта-Одиллия
- 1989 — «Золотой век» — Рита
- 1991 — «Откровения балетмейстера Федора Лопухова» (документальный)